# Île du Navigateur
L'île du Navigateur est une île rocheuse de l'archipel de Pointe-Géologie (terre Adélie), situé en mer Dumont-d'Urville au large du continent antarctique.

## Description
Cette île de 200 m sur 100 est située dans la baie Pierre-Lejay, au nord du cap André-Prud'homme. De tout l'archipel de Pointe-Géologie, c'est l'île la plus proche du continent antarctique (200 m à peine).

## Histoire
Le nom de l'île a été donné en souvenir du capitaine Nielsen, commandant du navire de relève Thala Dan, qui venait mouiller devant le cap André-Prud'homme lors des débarquements en terre Adélie.